# Нагано-синкансэн

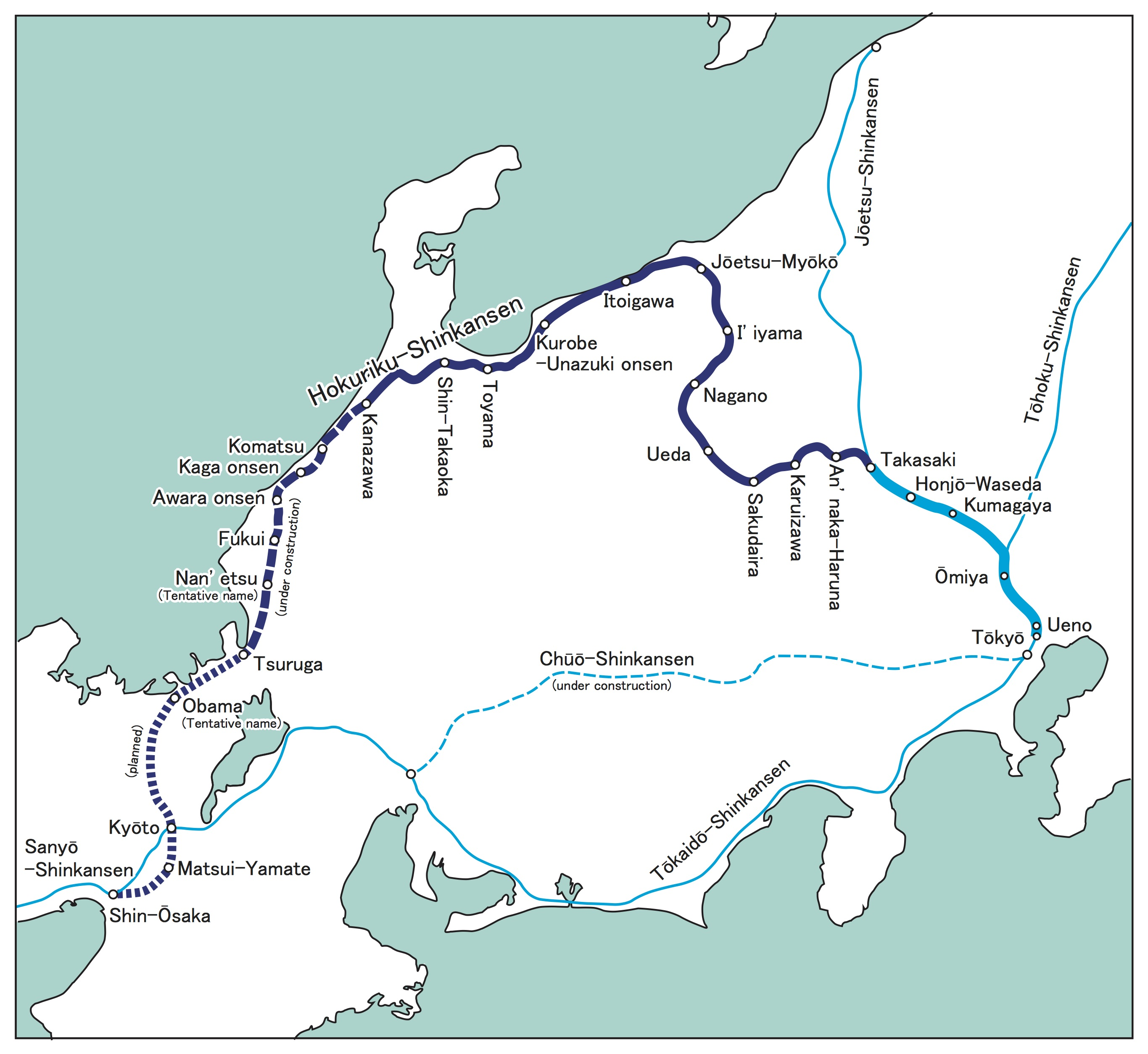
Маршрут Нагано-синкансэн

Нага́но-синкансэн (яп. 長野新幹線) — линия высокоскоростных железных дорог в Японии. Управляется JR East. Маршрут между станциями Такасаки и Нагано. Линия была открыта 1 октября 1997 года, она соединяла станции Токио и Нагано во время проведения Зимних Олимпийских игр 1998 года, проходящих в Нагано. Нагано-синкансэн формирует первую часть линии Хокурику-синкансэн, которая на 2022 год доведена до станции Канадзава, участок до станции Цуруга должен быть завершён в 2024 году, участок до Син-Осака находится на стадии планирования. Линии Хокурику и Нагано составляют единый маршрут, управляемый разными компаниями.
Скорость движения на линии составляет до 260 км/ч. Длина линии 117,4 км.

## Услуги

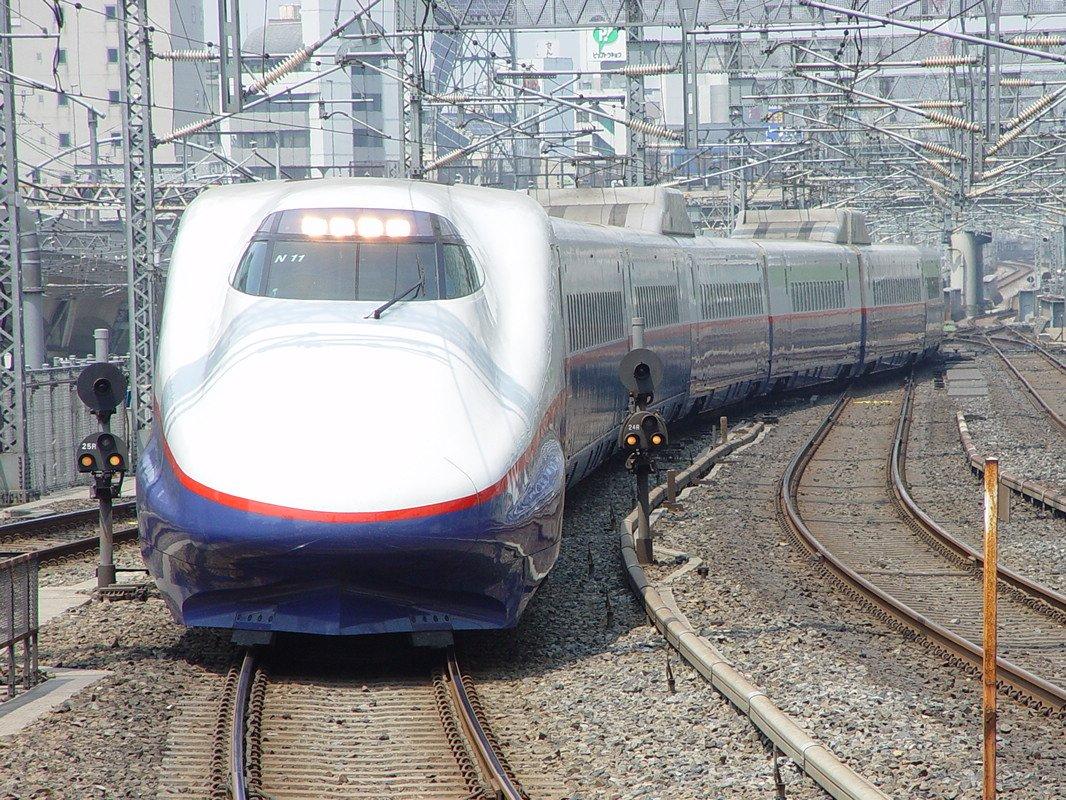
Синкансэн Серии E2

Поезда Асама названы в честь горы Асама, действующего вулкана рядом с линией, в настоящее время соединяющей Токио и Нагано, примерно в 79 минутах езды на максимальной скорости в 260 км/ч. Этими услугами управляет JR East, осуществляющая перевозки поездами Серии E2.
Услуги Нагано-синкансэн заменили услуги Limited Express Главной линии Синъэцу, также имеющей название Асама, поездка по которой ранее занимала 2 ч. 50 мин. от Токио (станция Уэно) до Нагано.
Новая островная платформа была построена на станции Токио, чтобы предоставлять данные услуги; это увеличило число платформ синкансэн JR East до двух (обслуживают 4 пути).

## Станции
| Станция          | Японское название | Расстояние (км) от Токио | Пересадка | Местоположение   | Местоположение     |
| Тохоку-синкансэн | Тохоку-синкансэн  | Тохоку-синкансэн         | Тохоку-синкансэн | Тохоку-синкансэн | Тохоку-синкансэн   |
| ---------------- | ----------------- | ------------------------ | --- | ---------------- | ------------------ |
| Токио            | 東京              | 0                        | Главная линия Тюо, Линия Кэйхин-Тохоку, Линия Кэйё, Линия Собу, Главная линия Токайдо, Токайдо-синкансэн, Линия Яманотэ, Линия Йокосука, Линия Маруноути и Линия Тодзай (Tokyo Metro) | Тиёда            | префектура Токио   |
| Уэно             | 上野              | 3.6                      | Линия Дзёбан, Линия Кэйхин-Тохоку, Линия Такасаки, Линия Тохоку, Линия Яманотэ, Линия Кэйсэй, Линия Гиндза и Линия Хибия (Tokyo Metro)                                                | Тайто            | префектура Токио   |
| Омия             | 大宮              | 31.3                     | Дзёэцу-синкансэн, Линия Кавагоэ, Линия Кэйхин-Тохоку, Линия Сайкё, Линия Сёнан-Синдзюку, Линия Такасаки, Главная линия Тохоку, New Shuttle, Линия Нода                                | Сайтама          | префектура Сайтама |
| Дзёэцу-синкансэн |                   |                          | |                  |                    |
| Омия             | 大宮              | 31.3                     | | Сайтама          | префектура Сайтама |
| Кумагая          | 熊谷              | 67.9                     | Железная дорога Титибу, Линия Сёнан-Синдзюку, Линия Такасаки | Кумагая          | префектура Сайтама |
| Хондзё-Васэда    | 本庄早稲田        | 88.0                     | | Хондзё           | префектура Сайтама |
| Такасаки         | 高崎              | 108.6                    | Линия Дзёсин, Линия Агацума, Линия Хатико, Линия Дзёэцу, Линия Рёмо, Главная линия Синъэцу, Линия Сёнан-Синдзюку, Линия Такасаки                                                      | Такасаки         | префектура Гумма   |
| Нагано-синкансэн |                   |                          | |                  |                    |
| Такасаки         | 高崎              | 108.6                    | | Такасаки         | префектура Гумма   |
| Аннака-Харуна    | 安中榛名          | 127.1                    | | Аннака           | префектура Гумма   |
| Каруидзава       | 軽井沢            | 150.4                    | Железнодорожная линия Синано | Каруидзава       | префектура Нагано  |
| Сакудайра        | 佐久平            | 168.0                    | Линия Коуми | Саку             | префектура Нагано  |
| Уэда             | 上田              | 192.8                    | Железнодорожная линия Синано, Электрическая железнодорожная линия Уэда Бэссё | Уэда             | префектура Нагано  |
| Нагано           | 長野              | 226.0                    | Линия Иияма, Главная линия Синъэцу, Линия Синонои, Электрическая железнодорожная линия Нагано                                                                                         | Нагано           | префектура Нагано  |